# Ginou Etienne
Ginou Etienne (ur. 12 stycznia 1985) – haitańska lekkoatletka specjalizująca się w biegach sprintowych, olimpijka.
Reprezentowała Haiti w konkursie biegu na 400 metrów na Letnich Igrzyskach Olimpijskich 2008, które odbyły się w Pekinie. W rundzie eliminacyjnej biegła na torze trzecim, ukończyła konkurencję z czasem 53,94 i zajęła 6. miejsce. Nie dotarła do dalszych etapów rozgrywek.
Rekord życiowy w biegu na 400 m – 51,94 (2004).